# Premio Nevanlinna
El Premio Nevanlinna es otorgado por las contribuciones en los aspectos matemáticos de la computación. El premio fue establecido en 1981 por el Comité Ejecutivo de la Unión Matemática Internacional IMU y fue nombrada así en honor al matemático finlandés Rolf Nevanlinna quien murió un año antes. El premio consiste en una medalla de oro y un premio en efectivo.
Debido a las ideas políticas de Rolf Nevanlinna vinculadas con el nazismo, el nombre de este reconocimiento se cambió, en mayo de 2019, por el de Premio Abacus.

## Premiados
- 1982, Robert Tarjan
- 1986, Leslie Valiant
- 1990, Alexander Razborov
- 1994, Avi Wigderson
- 1998, Peter Shor
- 2002, Madhu Sudan
- 2006, Jon Kleinberg
- 2010, Daniel Spielman
- 2014, Subhash Khot
- 2018, Constantinos Daskalakis
- 2022, Mark Braverman